# Planta medicinal

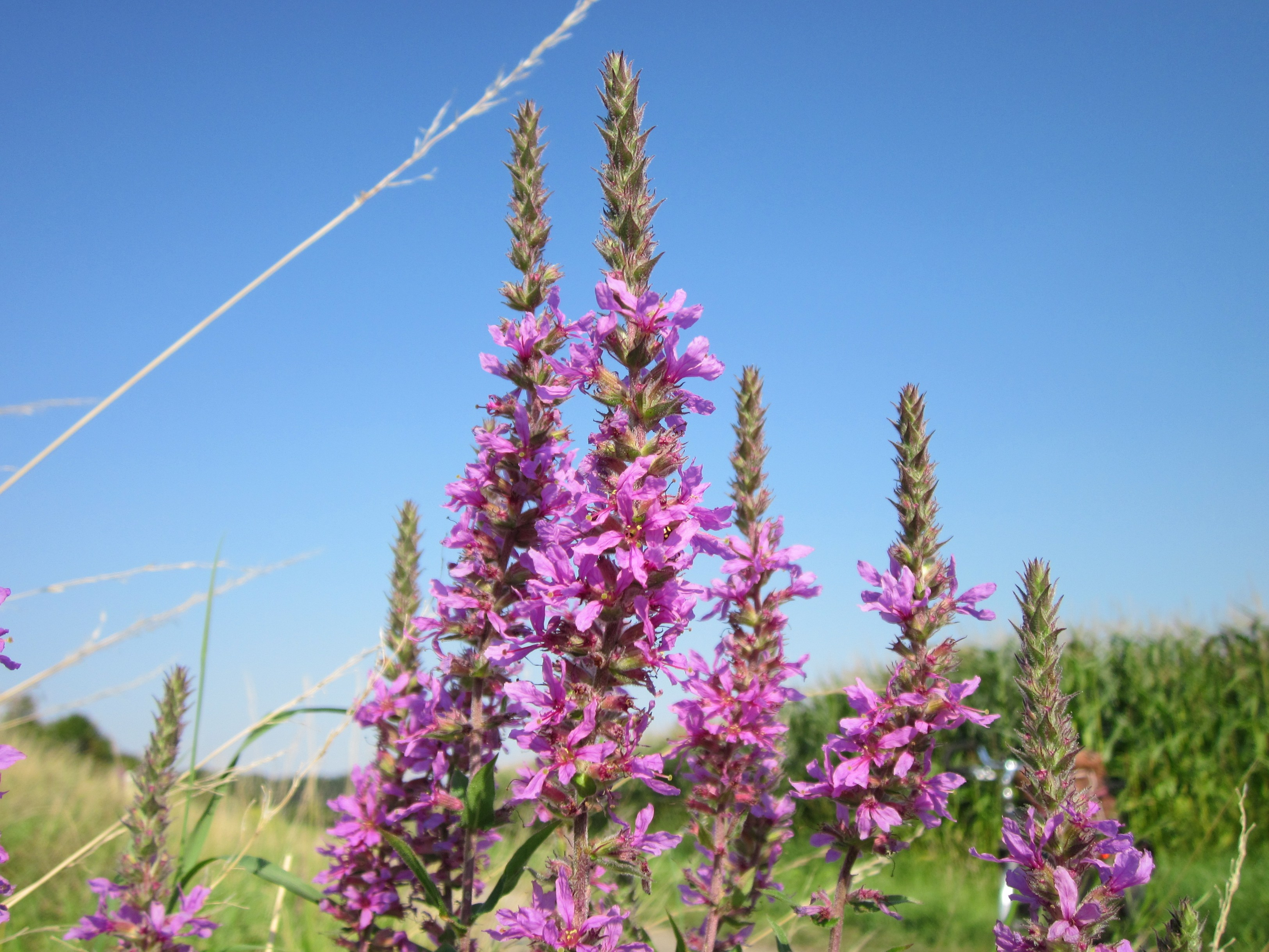
Lythrum salicaria

As plantas medicinais foram identificadas e usadas ao longo da história da humanidade, pois têm a capacidade de sintetizar uma grande variedade de compostos químicos que são utilizados para desempenhar funções biológicas importantes e para a defesa contra o ataque de predadores, tais como insetos, fungos, herbívoros e mamíferos. Pelo menos 12 000  desses compstos foram isolados até hoje, um número estimado em menos de 10% do total.

## História
O uso de plantas como medicamentos antecede a história humana escrita. Muitas das ervas e temperos usados por seres humanos na comida também produzem compostos medicinais úteis. O uso de ervas e especiarias na culinária desenvolveu-se em parte como uma resposta à ameaça de agentes patógenos de origem alimentar. Estudos mostram que em climas tropicais, onde os patógenos são mais abundantes, as receitas são mais condimentadas. Além disso, as especiarias com poder antimicrobiano mais potente tendem a ser selecionadas. Em todas as culturas os vegetais são menos temperados do que as carnes, presumivelmente porque são mais resistentes à deterioração. As angiospermas foram a fonte original da maioria das plantas medicinais. Muitas das ervas daninhas comuns que povoam os assentamentos humanos, como a urtiga, o dente-de-leão e a Morugem, têm propriedades medicinais.

## Funcionamento
Os compostos químicos em plantas mediam seus efeitos sobre o corpo humano através de processos idênticos aos já bem compreendidos compostos químicos de drogas convencionais, assim os medicamentos fitoterápicos não diferem muito de drogas convencionais em termos de funcionamento. Isto permite que os medicamentos à base de plantas possam ser tão eficazes como os convencionais, mas também podem ter o mesmo potencial para causar efeitos secundários nocivos.

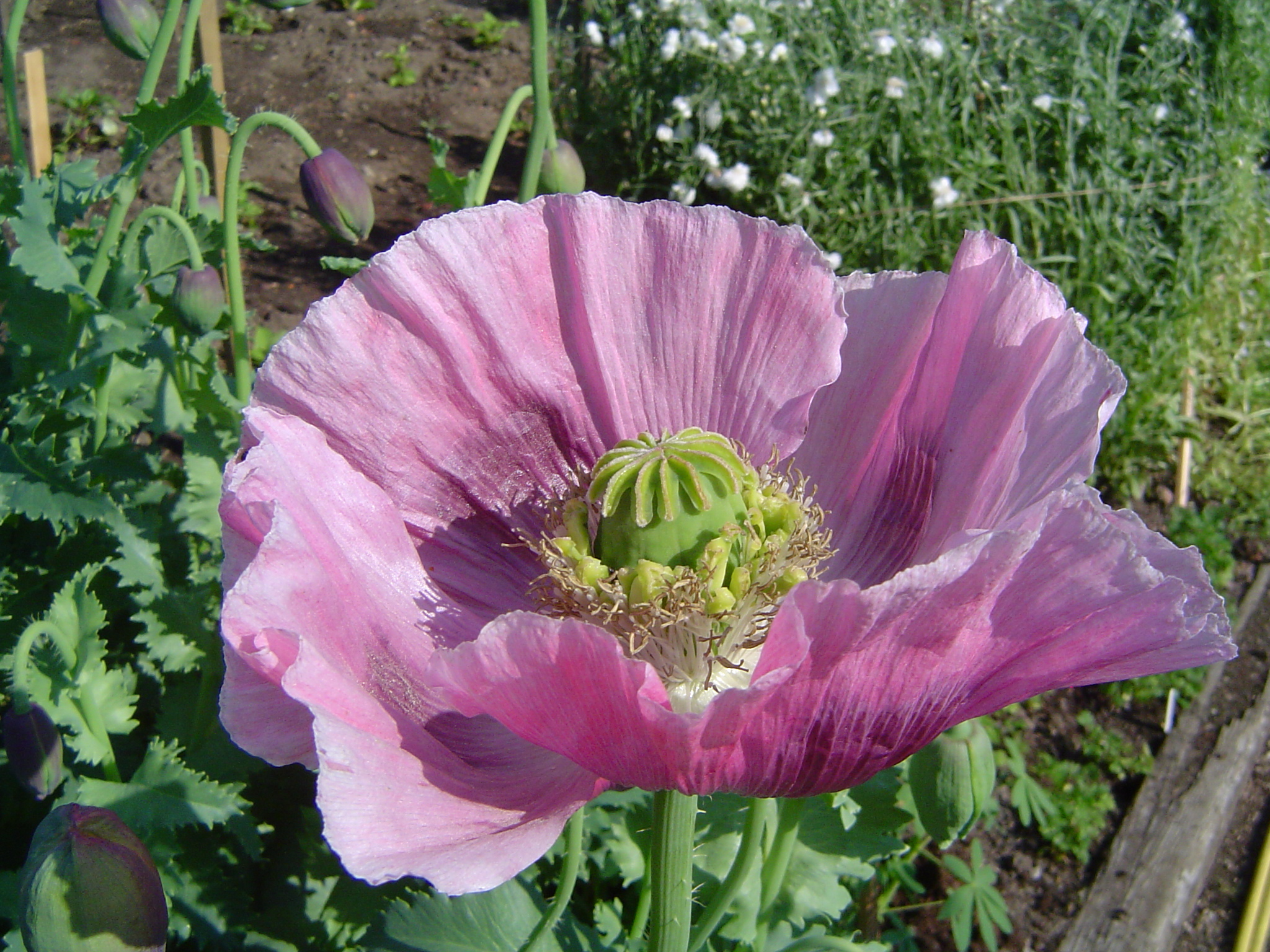
Papoula, fonte de alcalóides como a codeína e a morfina.
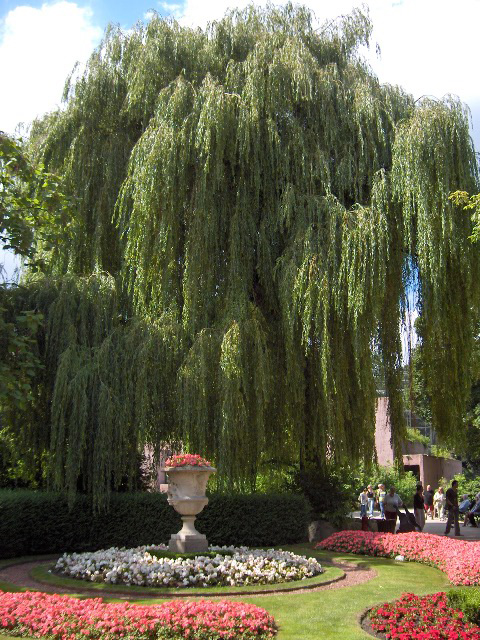
Salgueiro, fonte de ácido acetilsalicílico (aspirina).
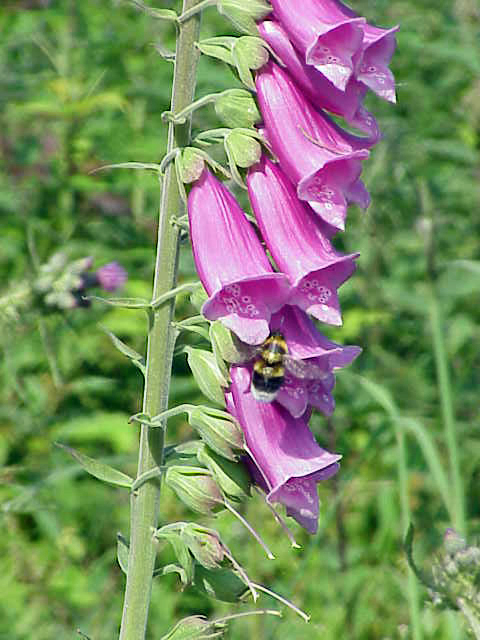
Digitalis, contém digoxina um cardioglicosídeo empregado no tratamento de doenças cardíacas.
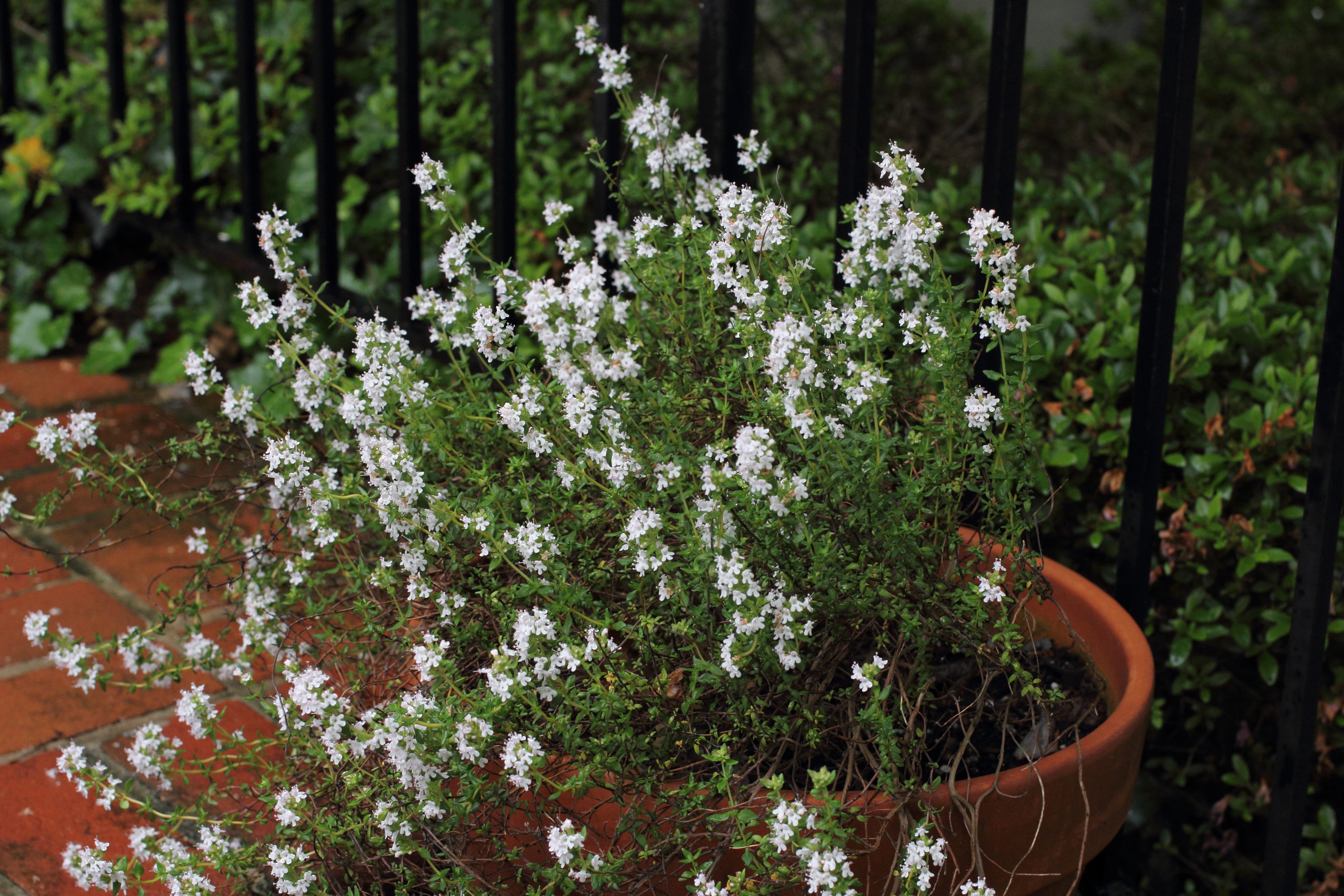
Tomilho, seu óleo essencial contém monoterpeno timol, antifúngico e antiséptico.

### Cultivo

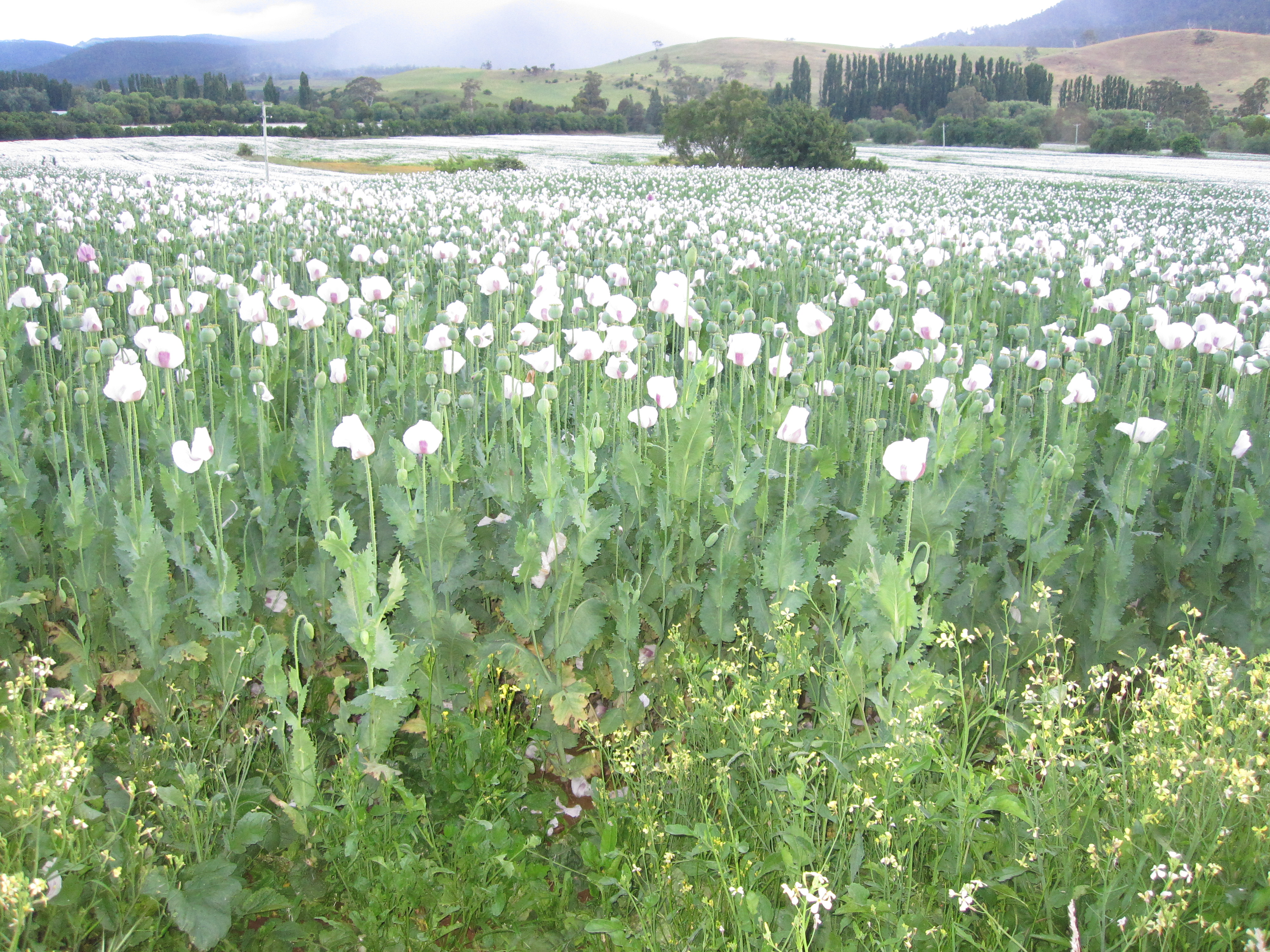
O cultivo comercial licenciado de papoulas para ópio, Tasmânia, 2010

O cultivo de plantas medicinais demanda manejo intensivo, pois diferentes espécies exigem condições de cultivo específicas. A Organização Mundial da Saúde (OMS) recomenda o uso de rotação de culturas para minimizar problemas com pragas e doenças. O cultivo pode ser tradicional ou utilizar práticas de agricultura de conservação para manter a matéria orgânica no solo e conservar a água, como ocorre em sistemas de plantio direto. Em muitas plantas medicinais e aromáticas, as características da planta variam amplamente com o tipo de solo e a estratégia de cultivo, sendo necessário cuidado para obter rendimentos satisfatórios.

### Preparação

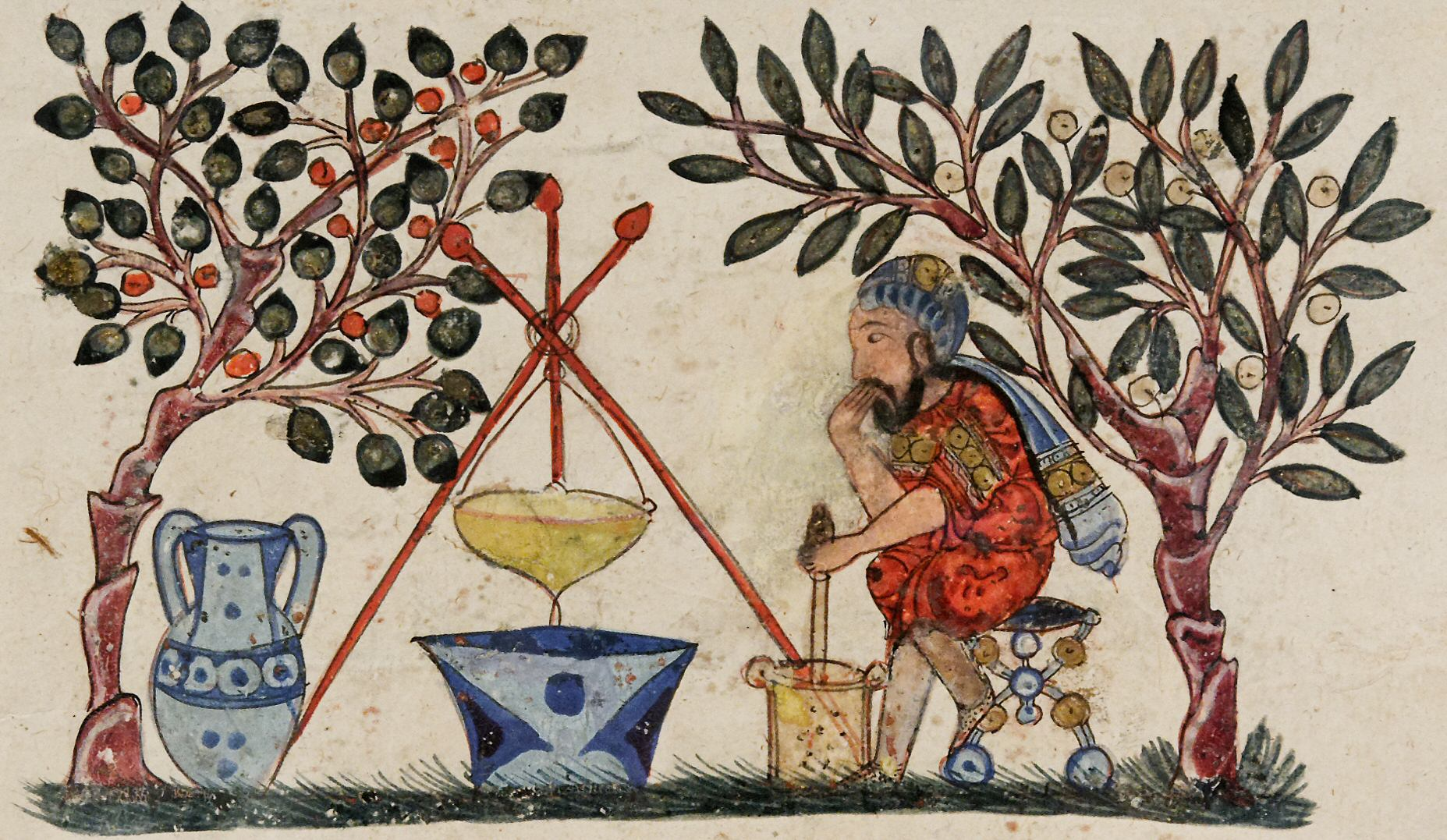
Um médico medieval preparando um extrato de uma planta medicinal, de um Dioscórides árabe, 1224

Plantas medicinais costumam ser resistentes e fibrosas, exigindo algum tipo de preparação para facilitar a administração. De acordo com o Instituto de Medicina Tradicional, métodos comuns de preparação incluem decocção, trituração e extração com álcool, produzindo misturas de substâncias. A decocção envolve triturar e, em seguida, ferver o material vegetal em água para produzir um extrato líquido que pode ser administrado oralmente ou aplicado topicamente. A trituração envolve secar e moer o material vegetal para obter um pó que pode ser comprimido em comprimidos. A extração com álcool envolve embeber o material vegetal em vinho ou aguardente para formar uma tintura.
Cataplasmas tradicionais eram feitos fervendo plantas medicinais, envoltas em tecido e aplicadas externamente na área afetada do corpo.
Quando a medicina moderna identifica um medicamento em uma planta medicinal, quantidades comerciais desse fármaco podem ser sintetizadas ou extraídas do material vegetal, resultando em um composto químico puro. A extração pode ser prática quando o composto em questão é complexo.

### Uso
Medicamentos à base de plantas são amplamente usados em todo o mundo. Em grande parte do mundo em desenvolvimento, especialmente em áreas rurais, a medicina tradicional local, incluindo a fitoterapia, é a única fonte de cuidados de saúde para as pessoas, enquanto nos países desenvolvidos a medicina alternativa, incluindo o uso de suplementos alimentares, é comercializada agressivamente com alegações baseadas na medicina tradicional. Em 2015, a maioria dos produtos de plantas medicinais ainda não havia sido testada quanto à segurança e eficácia, e produtos comercializados em economias desenvolvidas ou fornecidos por curandeiros tradicionais em países em desenvolvimento tinham qualidade desigual, por vezes com contaminantes perigosos.

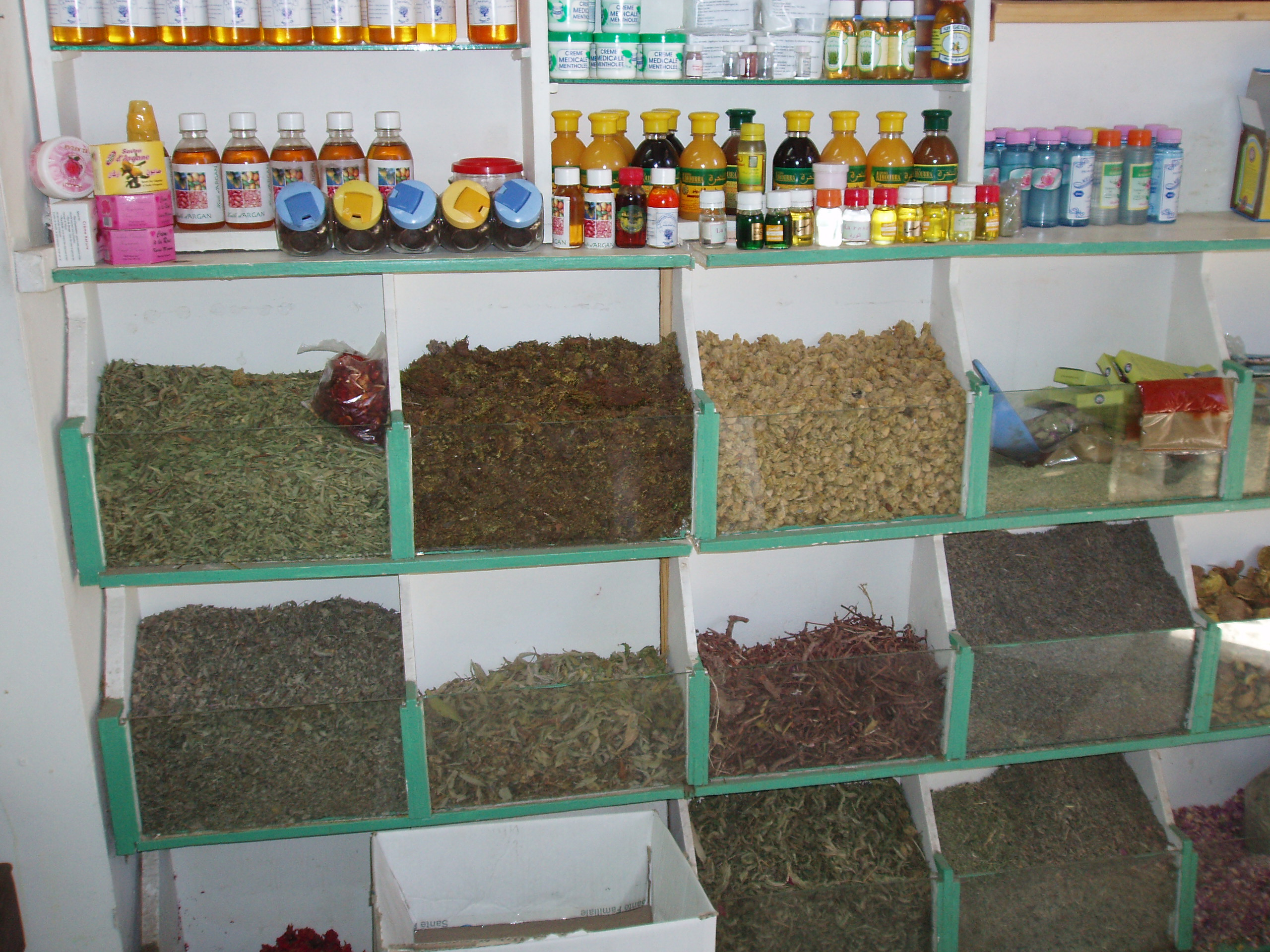
Loja de fitoterápicos no bazar de Marrakesh, Marrocos

Medicamentos derivados de plantas como opiáceos, cocaína e cannabis têm usos médicos e recreativos. Diferentes países variam nas regulamentações de uso dessas substâncias, muitas vezes considerando os riscos associados. Os Yanomami da Amazônia, auxiliados por pesquisadores, descreveram 101 espécies de plantas utilizadas na medicina tradicional

### Eficácia

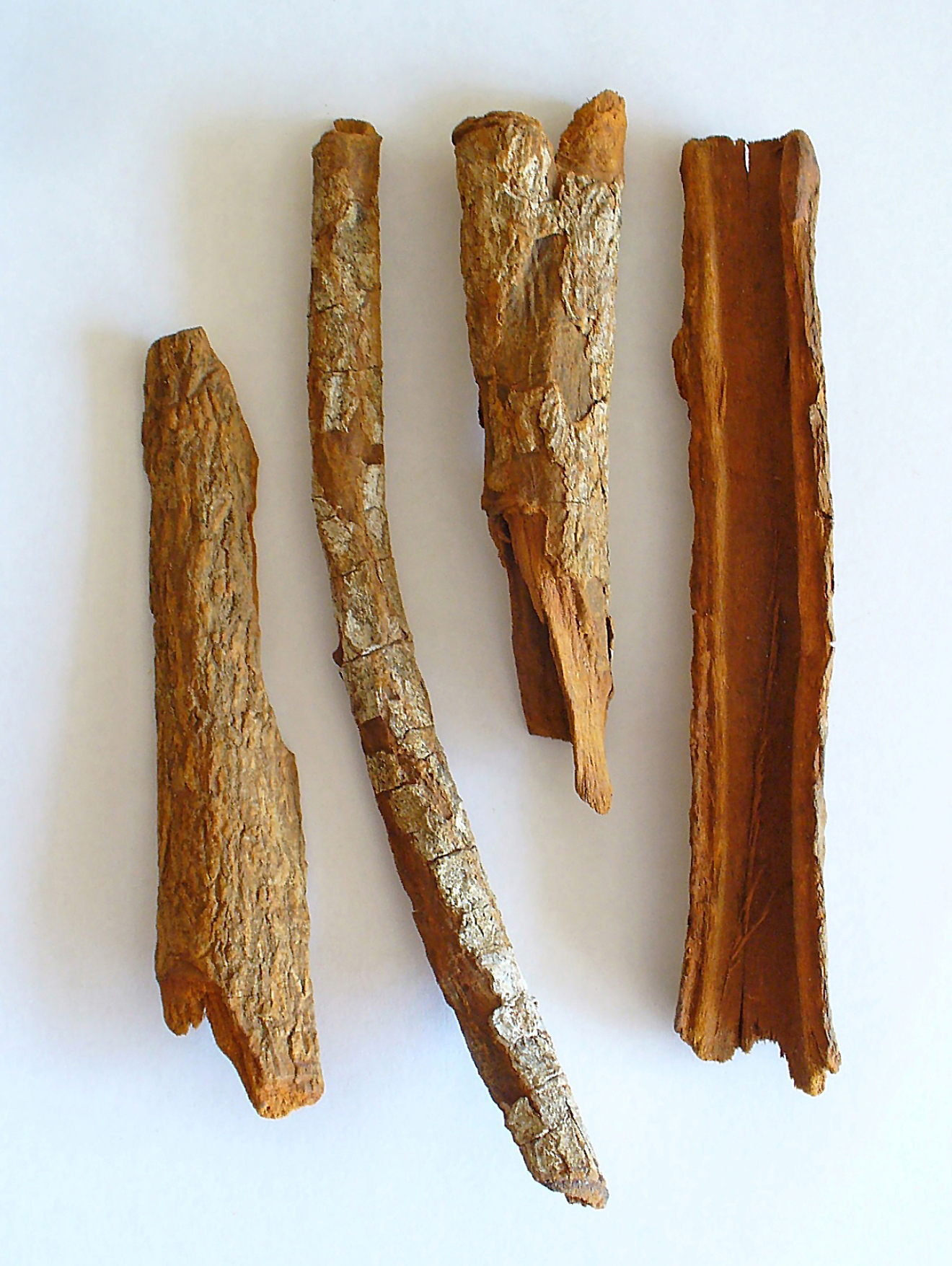
A casca da árvore cinchona contém o alcaloide quinina, tradicionalmente utilizado para o tratamento da malária.

Medicamentos vegetais muitas vezes não são testados sistematicamente, mas seu uso se consolidou informalmente ao longo dos séculos. Em 2007, ensaios clínicos demonstraram atividade potencial em cerca de 16% dos extratos de ervas; evidência limitada in vitro ou in vivo existia para aproximadamente metade; cerca de 20% tinham apenas evidências fitoquímicas; 0,5% eram alérgicos ou tóxicos; e cerca de 12% nunca foram estudados cientificamente. O Cancer Research UK alerta que não há evidência confiável para a eficácia de remédios herbais para o câncer.
Um estudo filogenético de 2012 revelou que espécies usadas tradicionalmente para tratar condições semelhantes pertenciam a grupos semelhantes em diferentes regiões, indicando uma "forte sinalização filogenética" e sugerindo que esses grupos de plantas podem ter potencial medicinal.

### Regulamentação

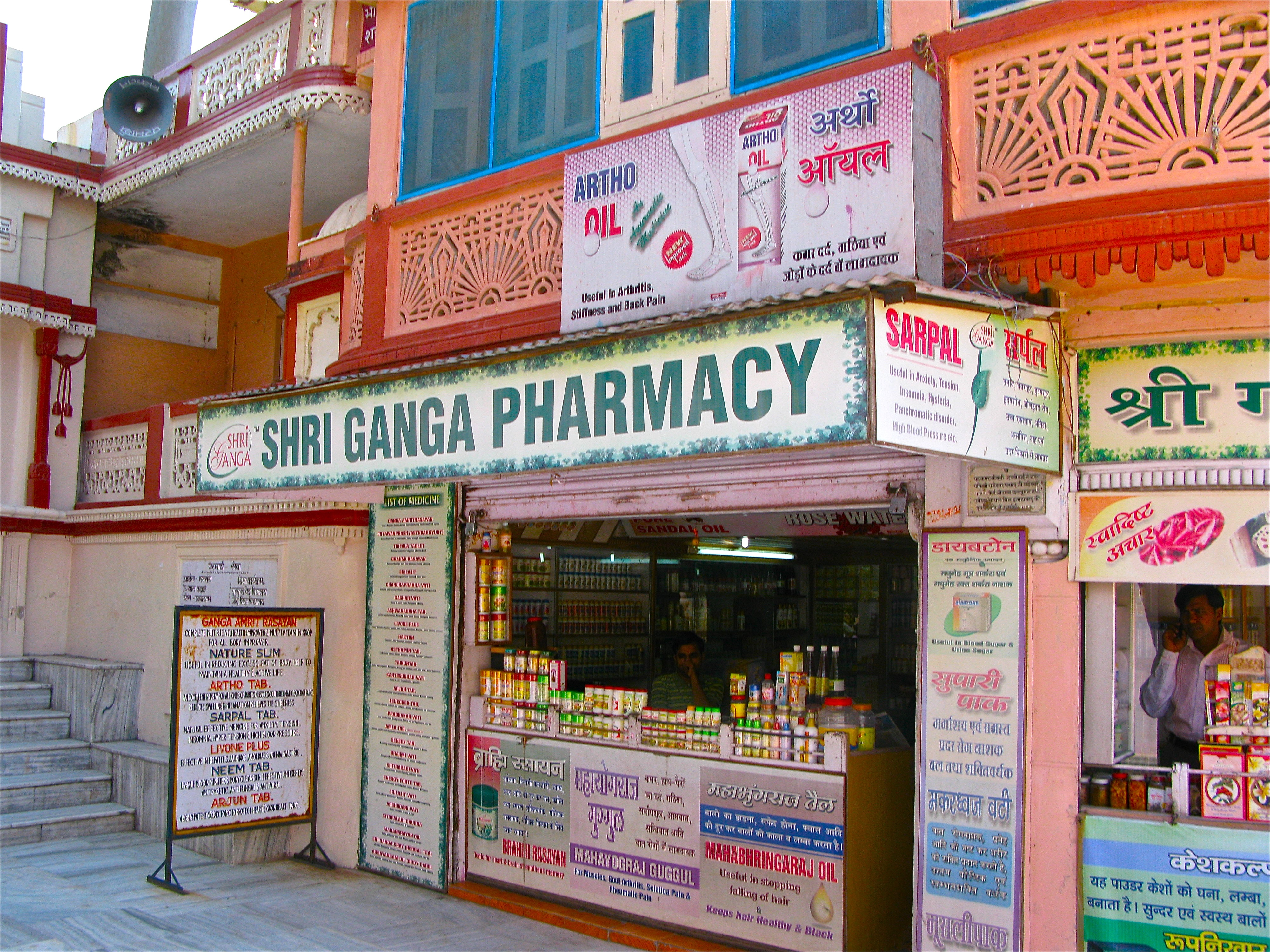
A prática do Ayurveda na Índia, como o funcionamento desta farmácia ayurvédica em Rishikesh, é regulamentada pelo departamento governamental AYUSH.

A OMS coordena uma rede chamada Cooperação Internacional de Regulação para Medicamentos Fitoterápicos para melhorar a qualidade dos produtos médicos à base de plantas e as alegações feitas para eles. Em 2015, apenas cerca de 20% dos países possuíam agências reguladoras bem estruturadas, enquanto 30% não tinham nenhuma, e aproximadamente metade possuía capacidade regulatória limitada. Na Índia, onde o Ayurveda é praticado há séculos, os remédios herbais são responsabilidade de um departamento governamental, AYUSH, vinculado ao Ministério da Saúde e Bem-Estar Familiar.
A OMS estabelece uma estratégia para os medicamentos tradicionais com quatro objetivos: integrá-los às políticas nacionais de saúde; fornecer orientações sobre segurança, eficácia e qualidade; aumentar sua disponibilidade e acessibilidade; e promover seu uso terapêutico racional.

### Descoberta de medicamentos

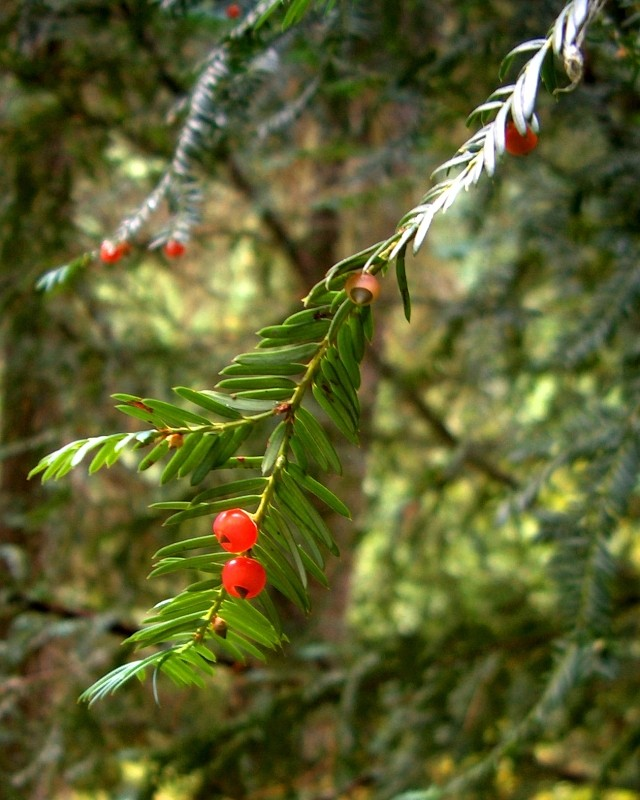
O anticancerígeno taxol foi desenvolvido após triagem do teixo do Pacífico, Taxus brevifolia, em 1971.

A indústria farmacêutica tem raízes nas boticas lojas da Europa na década de 1800, onde os farmacêuticos forneciam medicamentos tradicionais locais aos clientes, que incluíam extratos como morfina, quinina e estricnina. Medicamentos terapeuticamente importantes como camptotecina (de Camptotheca acuminata, usado na medicina tradicional chinesa) e taxol (do teixo do Pacífico, Taxus brevifolia) foram derivados de plantas medicinais. Os alcalóides da vinca vincristina e vinblastina, usados como medicamentos anticâncer, foram descobertos na década de 1950 na pervinca de Madagascar, Catharanthus roseus.
Centenas de compostos foram identificados usando etnobotânica, investigando plantas usadas por povos indígenas para possíveis aplicações médicas. Alguns fitoquímicos importantes, incluindo curcumina, galato de epigalocatequina, genisteína e resveratrol são compostos de interferência de pan-ensaio, o que significa que estudos in vitro de sua atividade geralmente fornecem dados não confiáveis. Como resultado, os fitoquímicos frequentemente provaram ser inadequados como substâncias principais na descoberta de medicamentos. Nos Estados Unidos, no período de 1999 a 2012, apesar de várias centenas de solicitações de status de novo medicamento, apenas dois candidatos a fármaco botânico tiveram evidências suficientes de valor medicinal para serem aprovados pela Food and Drug Administration.
A indústria farmacêutica continua interessada em explorar os usos tradicionais de plantas medicinais em seus esforços de descoberta de medicamentos. Dos 1073 medicamentos de pequenas moléculas aprovados no período de 1981 a 2010, mais da metade foram derivados diretamente ou inspirados por substâncias naturais. Entre os tratamentos contra o câncer, dos 185 medicamentos de pequenas moléculas aprovados no período de 1981 a 2019, 65% foram derivados ou inspirados por substâncias naturais.

### Segurança

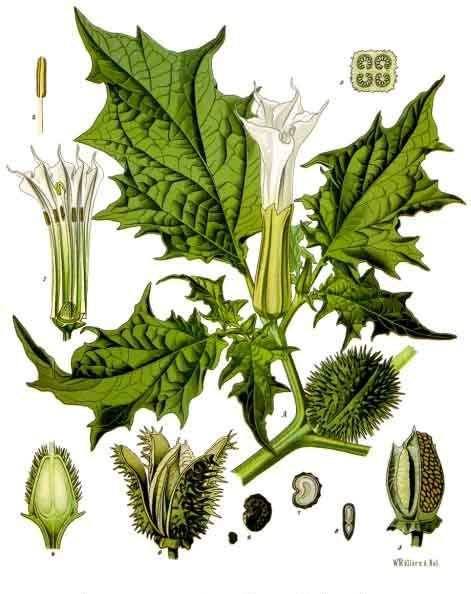
A erva Thornapple (Datura stramonium) foi usada para tratar asma, pois contém o alcaloide atropina, mas é também um alucinógeno poderoso e potencialmente fatal.

Os medicamentos vegetais podem causar efeitos adversos e até mesmo a morte, seja por efeitos colaterais de suas substâncias ativas, por adulteração ou contaminação, por overdose ou por prescrição inadequada. Muitos desses efeitos são conhecidos, enquanto outros ainda precisam ser explorados cientificamente. Não há razão para presumir que, porque um produto vem da natureza, ele deve ser seguro: a existência de venenos naturais poderosos como atropina e nicotina mostra que isso não é verdade. Além disso, os altos padrões aplicados aos medicamentos convencionais nem sempre se aplicam aos medicamentos vegetais, e a dose pode variar amplamente dependendo das condições de crescimento das plantas: plantas mais velhas podem ser muito mais tóxicas do que as jovens, por exemplo.
Extratos de plantas podem interagir com medicamentos convencionais, tanto porque podem fornecer uma dose maior de compostos semelhantes, quanto porque alguns fitoquímicos interferem nos sistemas do corpo que metabolizam medicamentos no fígado, incluindo o sistema citocromo P450, fazendo com que os medicamentos durem mais no corpo e tenham um efeito cumulativo. Medicamentos vegetais podem ser perigosos durante a gravidez. Como as plantas podem conter muitas substâncias diferentes, os extratos vegetais podem ter efeitos complexos no corpo humano.